# Tính năng phần mềm

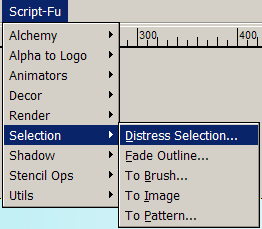
Tính năng "Distress Selection" trong GIMP

Trong phần mềm, thuật ngữ tính năng có một số định nghĩa. Hội Kỹ sư Điện và Điện tử đã định nghĩa thuật ngữ tính năng trong IEEE 829 là "[một] đặc điểm phân biệt của một hạng mục phần mềm (ví dụ: hiệu suất, tính di động hoặc chức năng)."

## Giàu tính năng
Một phần mềm được cho là "giàu tính năng" khi nó có sẵn nhiều tùy chọn và chức năng cho người dùng. Tiết lộ dần dần là một kỹ thuật được áp dụng để giảm sự nhầm lẫn tiềm ẩn do hiển thị nhiều tính năng cùng một lúc.
Đôi khi, nếu một phần mềm rất giàu tính năng thì đó có thể được coi là một điều tồi tệ. Các thuật ngữ "Feature creep" và "Bloatware" có thể được sử dụng để chỉ phần mềm có quá nhiều tính năng.